# Zenón Manzano Ezquerra
Zenón Manzano Ezquerra (Concepción, 26 de marzo de 1884-¿?) fue un ingeniero civil y político chileno, miembro del Partido Agrario. Ejerció como diputado de la República en la década de 1930.

## Familia y estudios
Nació en Concepción (Chile), el 26 de marzo de 1884; hijo de Aurelio Manzano Benavente y Elmira Ezquerra Kern. Realizó sus estudios primarios y secundarios en el Colegio de los Sagrados Corazones de Santiago, y los superiores en la Universidad de Lovaina, Bélgica; titulándose de ingeniero civil en 1910.
Por un corto tiempo ejerció su profesión y luego se dedicó a las labores agrícolas, explotando el fundo "Caliboro" en la comuna de San Javier.
Se casó con Isabel Lamas Castro, hija del político radical Víctor Manuel Lamas Benavente, quien fuera diputado y ministro de Estado del presidente Germán Riesco en 1902, y de Amalia Castro Quiroga. No tuvo descendencia.

## Carrera política
Militante del Partido Agrario, participó en la formación de esa colectividad política en 1931, y fue su director.
En las elecciones parlamentarias de 1932, fue elegido como diputado por la Decimocuarta Agrupación Departamental de (correspondiente a los departamentos de Loncomilla, Linares y Parral), por el período legislativo 1933-1937. Durante su gestión integró la Comisión Permanente de Educación Pública.
Fue socio del Club de Concepción.